# Anthony Bonner

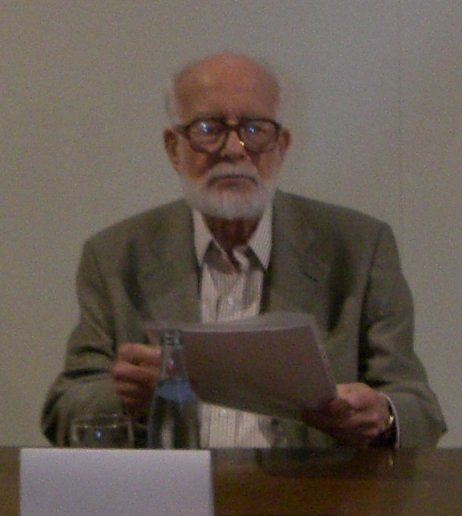
Anthony Bonner

Anthony Bonner (* 1928 in New York City) ist ein US-amerikanischer Literaturwissenschaftler.

## Leben
Er studierte Musiktheorie und Komposition und lebte dann bis 1954 in Paris. Er zog 1954 nach Mallorca und 1974 beteiligte er sich an der Gründung der Grup Balear d’Ornitologia i Defensa de la Naturalesa, dessen Präsident er von 1980 bis 1997 war. Er war auch Musikkritiker, ist Übersetzer und beschäftigt sich mit Ramón Llull und der Botanik.

## Auszeichnungen
- 1986: Serra d'Or-Kritikerpreis für katalanische Linguistik
- 1989: Miquel dels Sants-Oliver-Preis der Kultur der Balearen
- 1990: Nationaler Preis der katalanischen Literatur
- 1994: Ehrendoktor der Albert-Ludwigs-Universität Freiburg im Breisgau
- 1995: Ehrendoktor der Universität Barcelona
- 1997: Creu-de-Sant-Jordi
- 2002: Goldmedaille des Consell de Mallorca
- 2002: Ramon Llull Preis von der Regierung der Balearen
- 2016: Ehrendoktor der Universität der Balearen

## Werke

### Bücher
- Selected Works of Ramon Llull. Princeton 1985, ISBN 0-691-07288-4.
- mit Lola Badia: Ramon Llull. Vida, pensament i obra literària. Barcelona 1988, ISBN 84-7596-168-1.
  - mit Lola Badia: Ramón LLull. Vida, pensamiento y obra literaria. Barcelona 1993, ISBN 84-7769-072-3.
- Obres selectes de Ramon Llull (1232–1316). Palma de Mallorca 1989, ISBN 84-273-0486-2.
- Ramon Llull. Barcelona 1991, ISBN 84-7596-282-3.
- Ramon Llull: Llibre del gentil e dels tres savis. Palma de Mallorca 1993, ISBN 84-87026-31-1.
- mit Eva Bonner: Doctor Illuminatus. A Ramon Llull reader. Princeton 1993, ISBN 0-691-03406-0.
- Raimundus Lullus: Opera. Stuttgart‑Bad Cannstatt 1996, ISBN 3-7728-1624-X.
- Ramon Llull: Lògica nova. Palma 1998, ISBN 84-87026-74-5.
- mit Maria Isabel Ripoll: Diccionari de definicions lullianes. Dictionary of Lullian Definitions. Barcelona 2002, ISBN 84-8338-379-9.
- Plantes de les Balears. Palma de Mallorca 2004, ISBN 84-273-6001-0.
- The Art and Logic of Ramon Llull. A User's Guide. Leiden 2007, ISBN 978-90-04-16325-6.
- L’Art i la lògica de Ramon Llull. Manual d’ús. Barcelona 2012, ISBN 978-84-475-3550-7.

### Übersetzungen
- Songs of the Troubadours. New York 1972, ISBN 0-8052-3459-4.
- The Complete Works of François Villon. New York 1960, OCLC 1058121537.
- Josep Maria Espinàs: By Nature Equal. New York 1961, OCLC 937957491.
- Honoré de Balzac: Cousin Bette. New York 1961, OCLC 4053933.
- Dos contes de Jorge Luis Borges a Ficciones. New York 1962, ISBN 0-394-17244-2.
- Sieben Erzählungen (Madame de Lafayette, Denis Diderot, Gérard de Nerval, Charles Baudelaire, Guy de Maupassant, Auguste de Villiers de L’Isle-Adam and Samuel Beckett), in: Germaine Brée ed.: A Great French Short Stories. New York 1973, OCLC 2216977.
- Jules Verne: 20,000 Leagues under the Sea. New York 2003, ISBN 0-553-21252-4.

| Personendaten    | Personendaten              |
| ---------------- | -------------------------- |
| NAME             | Bonner, Anthony            |
| KURZBESCHREIBUNG | US-amerikanischer Latinist |
| GEBURTSDATUM     | 1928                       |
| GEBURTSORT       | New York City              |